# CD Magazyn
CD Magazyn – magazyn poświęcony grom komputerowym na PC i Amigę, który był wydawany w latach 1996–1997 (łącznie 12 numerów). Wydawcą było przedsiębiorstwo PPHU Angel z Wrocławia. Redaktorem naczelnym pisma był właściciel wydawnictwa, Michał Anioł. 
Jako jedno z pierwszych czasopism w Polsce zawierało płytę CD jako stały i integralny element publikacji. Również jako jeden z pierwszych tego typu magazynów sprzedawany był z czasem (tj. od numeru 8) z dwiema płytami kompaktowymi, przy czym niekiedy dołączano do niego również nośniki z zagranicznych czasopism, np. niemieckiego „PC Games CD”. Cena pisma była stała i wynosiła 19,90 zł, niezależnie od liczby stron czy płyt kompaktowych. W założeniu pismo miało być miesięcznikiem, jednakże w praktyce cykl wydawniczy nie był regularny. Zawierało opisy i recenzje zamieszczonych na krążkach programów edukacyjnych, biurowych i gier, a także tzw. scenę, tworzenie której w ówczesnych czasach spopularyzował komputer Amiga. Dodatkowo publikowano opisy najciekawszych, zdaniem redakcji, stron internetowych, a także zapowiedzi niewydanych jeszcze gier.
Największym nakładem, jaki osiągnęło pismo była liczba 25 000 egzemplarzy o objętości 84 stron. W połowie 1997 roku zdecydowano o zaprzestaniu wydawania magazynu, prawdopodobnie z powodu niskiej opłacalności.